# Lidia Isac
Lidia Isac (San Pietroburgo, 27 marzo 1993) è una cantante moldava.
Nata in Russia, la Isac ha rappresentato la Moldavia all'Eurovision Song Contest 2016 con la canzone Falling Stars, avendo vinto il programma di selezione nazionale O Melodie Pentru Europa 2016 nel quale ha ricevuto il maggior numero di televoti. La cantante aveva già provato a rappresentare la sua nazione all'Eurovision nel 2013, 2014 e 2015 come parte del duo Glam Girls. All'Eurovision Lidia ha cantato nella prima semifinale del 10 maggio 2016, ma non si è qualificata per la finale del 14 maggio.